# Mayol de Cluny
San Mayol de Cluny (Mayolus en latín, Maieul, Mayeul o Mayeule en francés) (Valensole, 910 – Souvigny, 11 de mayo de 994). Nació alrededor del año 910 en el castillo de Valensole, en el este de la Provenza, y murió en 994 en Souvigny. Fue el cuarto abad de Cluny, precedido por Aimar de Cluny, al que sustituyó ya que este quedó ciego y renunció como abad en el año 954. Durante sus cuarenta años de abad, sus vínculos con el Sacro Imperio Romano favorecieron la extensión de la "Ecclesia Cluniacensis" hacia el este. Sin duda fue uno de los consejeros de Hugo Capeto, duque y posterior rey de los francos, lo que le permitió reformar los monasterios y colocar allí abades regulares. Durante su mandato la abadía continuó las relaciones que Odón, segundo abad de Cluny, había forjado con el papado. El destino de Mayol fue excepcional, pues fue espontáneamente reconocido como un santo después de su muerte y su culto, que fue el primer gran culto a la abadía de Cluny, fue uno de los más importantes de la Edad Media y persistió en Puy y en Souvigny hasta la Revolución francesa. Su fiesta se celebra el 11 de mayo.

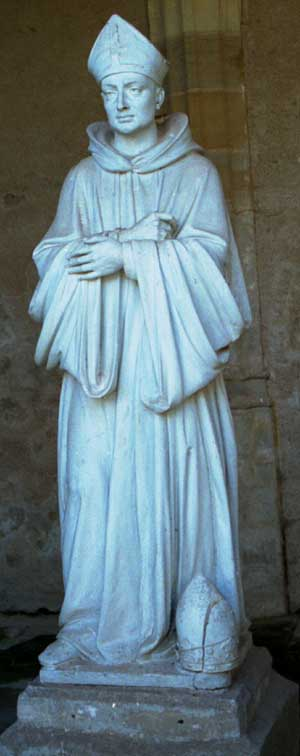
Estatua de Mayol, Souvigny

## Primeros años
El padre de Mayol, Foucher, provenía de una rica familia provenzal de Aviñón, tomó por esposa a Raimodis, también de familia noble, datando el acuerdo matrimonial entre ambos en el año 909, según consta en los archivos de Cluny. De su matrimonio tuvieron dos hijos, Mayol y Cynricus. No se sabe cuál de ellos era el mayor, pero tradicionalmente los hijos más jóvenes de familias nobles eran dados a la iglesia, mientras que el mayor era el heredero de las propiedades del padre; por lo que se supone que era el menor.
Debido a las invasiones musulmanas que asolaron la Provenza, ya desde niño vio la devastación, la quema de cultivos, hombres y mujeres conducidos al cautiverio y el hambre. Pronto perdió a sus padres y, al ver sus propiedades despobladas por los estragos de los sarracenos y por los húngaros, fue en 924 convocado por Berengario de Friuli, rey de Italia contra su rival Rodolfo de Borgoña, se lanzó al sur de Francia y lo devastó desde los Alpes a Toulouse, abandonó el castillo de Valensolle, para quedarse con parientes en Mâcon.

## Lyon y Mâcon
Mayol estudió las artes liberales en Lyon y más tarde devino archidiacono de Mâcon; su ordenación al sacerdocio fue en Mâcon. Mientras estuvo en Mâcon dio clases a un cuerpo grande de empleados sin cobrar, porque deseó que los talentos que Dios le había dado no fueran malgastados.
Le encantaba pasar tiempo en meditación y soledad, por lo que construyó un pequeño oratorio en el lado opuesto del río desde el pueblo donde se retiraría para orar en silencio. Se ganó una reputación entre la gente local como una especie de persona santa y cuando Besançon necesitó un nuevo obispo, mucha gente lo llamó para que se convirtiera en obispo, pero él se negó.
Decidió ir al monasterio de Cluny para convertirse allí en monje. Había visitado a Cluny antes de su decisión de unirse a los monjes allí.

## Monje en Cluny
Se hizo monje en Cluny cuando Aymard de Cluny era abad. Aymard lo puso a cargo del tesoro, así como de las ofrendas de los fieles al monasterio. Más tarde fue nombrado bibliotecario de Cluny. Había leído los poemas de Virgilio y consideró que los monjes no deberían leer estas obras, pues la Biblia por sí sola era suficiente para ellos. Fue muy duro en la disciplina que aplicó a los nuevos monjes.
Fue enviado con un monje compañero de Cluny a Roma, en una ocasión, y en el viaje de regreso su compañero se enfermó. Mayol esperó durante tres días al monje sufriente con mucha ansiedad, y en la tercera noche soñó que vio a un anciano de cabellos blancos que decía: "¿Por qué estás echado en un dolor ocioso? ¿Has olvidado lo que mi hermano Santiago ordena para los enfermos?". Luego se despertó y se dio cuenta de que se estaba refiriendo al sacramento de la extremaunción mencionado en la carta de Santiago (5: 14-15). Ungió a su hermano-monje con el aceite sagrado y el monje enfermo luego comenzó a recuperarse de su enfermedad. Este milagro fue contado en Cluny, y los monjes mantuvieron a Mayol en veneración.

## Elección del abad de Cluny
El abad Aymard quedó ciego antes de morir y, como resultado, renunció a su abadía antes de morir. Llamó a los monjes a elegir un nuevo abad y les sugirió que eligieran a Mayol. Todos eligieron a Mayolo como su abad, pero él se negó. Incluso cuando todos los monjes, la gente de la zona y los señores de la región vinieron a Cluny para pedirle a Mayol que se convirtiera en abad, él todavía se negó.
Sin embargo, Mayol tuvo otro sueño cuando vio a San Benedicto aparecer y tenderle un libro. Benedicto le dijo que aceptara la responsabilidad de la oficina y que este libro sería su guía. Al día siguiente, cuando los monjes realizaron su lectura diaria de un capítulo de la Regla de san Benito, Mayol se arrojó al suelo y reconoció que había pecado al negarse a convertirse en abad. Luego se dirigió a los monjes y les dijo: "Oh, padre y hermanos, no juzguen por mi contumacia que a través de la obstinación del alma me negué a obedecer sus órdenes. De hecho, anhelaba aceptar la grandeza de la oficina, el gobierno de las almas, pero aún era consciente de mi debilidad y me sentía más inepto para la tarea. De ahí mi indecisión en obedecerte, porque temía ser arrojado a la destrucción bajo el peso de tan gran responsabilidad. Nadie conoce a otro como él mismo, y si solo me conociera como yo mismo lo sé, no me obligaría a asumir este cargo. Pero como me urge y me ordena, no me atrevo a decir que no. Ahora, en Aquel que es capaz de allanar lugares difíciles, levantar pesadas cargas y derrocar al adversario, pongo mi esperanza y me someto a su mandato inalterado."
Aymard luego anunció que Mayol era el nuevo abad.
Mayolo se convirtió en coadjutor con Aymard en 954 y abad completo en 956.

## El papel de Mayolo en la política contemporánea
El Sacro Emperador Romano Otón I tuvo una muy buena relación con Mayolo. Su esposa Adelheid de Borgoña veneraba profundamente a Mayol como a un santo. Mayolo visitó la corte imperial en Pavía a petición del Emperador, y el Emperador compartió muchos secretos con Mayol. Muchas personas que trataron con el Emperador trataron de buscar a Mayol como intermediario para ayudarlos en su relación con él. Otón I nombró a Mayol como abad de San Apolinar, cerca de Ravenna, y le dio regalos a Mayolo.
Supuestamente predijo la muerte del Emperador, cuando tuvo un sueño al ver a un león en una jaula que irrumpió a través de sus cadenas, y dijo que era una señal de que el Emperador moriría ese año. No mucho después de que tuvo este sueño, el Emperador murió.
Adelheid quería convertir a Mayol en el próximo Papa. Cuando su esposo murió y su hijo se convirtió en el emperador del Sacro Imperio Otón II, lo convocaron a Italia para pedirle que aceptara convertirse en Papa (en este momento los emperadores del Sacro Imperio Romano interfirieron enormemente en la selección de nuevos Papas). Mayol, sin embargo, se negó e insistió en que necesitaba ser solo abad de Cluny. Se le presionó para que se convirtiera en Papa, pero se resistió y sintió que necesitaba seguir la humildad de Cristo y no podía aceptar una dignidad tan alta.
Otón II se casó con una mujer griega que no le gustaba su madre Adelheid. Adelheid fue acusada de ser una amenaza para su hijo, y fue desterrada del reino. Ella fue a Borgoña donde la vivió con su hermano, Conrado de Borgoña. La mayoría de sus amigos la abandonaron, pero Mayol la apoyó y la consoló. Fue a la corte imperial en Pavía para hablar con su hijo Otón II. Llegó a la corte imperial y reprendió al emperador por haber olvidado el ejemplo de Cristo que se sometió a su propia madre y que mandó a los hombres a honrar a sus padres. También amenazó al Emperador y dijo que Dios podía quitarle todo, de la misma manera que lo había criado para ser Emperador. Otón II escuchó a Mayoly se arrepintió; buscó a su madre y se arrojó a sus pies, respetándola como su madre y todos los cargos en su contra fueron retirados.
Este episodio y otros convencieron a contemporáneos de la influencia que Mayol y Cluny tuvieron sobre el Sacro Emperador Romano. Él aconsejó al emperador contra su campaña italiana en 983, diciéndole que moriría si lo hacía, y el emperador murió en ese año.

## Reformas de los monasterios
Una gran cantidad de hombres abandonaron el mundo para convertirse en monjes en los monasterios cluniacenses en su reinado como abad de Cluny. Muchos monasterios fueron reformados por sus acciones, y trajo muchos monasterios a la observancia de la Regla de San Benito. Muchos monasterios en el Sacro Imperio Romano fueron reformados por él a petición de Otón I, llamado "el Grande".
El movimiento reformista cluniacense ya había comenzado con Berno de Cluny a principios del siglo X, pero los monasterios reformados por los monjes de Cluny durante los reinados de Odo y Aymard (2 ° y 3 ° abades de Cluny) seguían siendo monasterios independientes de Cluny; esto significaba que después de su reforma, la autoridad que el abad de Cluny tenía sobre estos monasterios también terminaba. Sin embargo, cuando Mayol era abad, esto cambió y una red de monasterios que dependían de las casas bajo el liderazgo de Cluny comenzó a tomar forma y continuará desarrollándose bajo los sucesores de Mayol: Odilo y Húgo.
Al comienzo del reinado de Mayol, solo cinco monasterios estaban bajo la jurisdicción de Cluny (sin contar a Cluny), que eran Romainmoutier, Carus Locus, Sauxillanges y dos monasterios en Mâcon. Durante el reinado de Mayol, otros monasterios añadidos a la autoridad de Cluny incluyen: St Amand (en Borgoña), St Paul-Trois-Chateaux (en Borgoña), Peterlingen (en Alemania), St Savior (en Pavia), otra casa en Pavia, St Apollinare (en Classe Ravenna), St Andrew's (en Rosans), Paray, Mons Rompons y Lerins.
Entre los lugares que Cluny reformó o apoyó durante este período se incluyen San Pablo (la basílica principal de Roma), San Benigno (en Dijon), San Mauro de las Fiasses y Maior Monasterium.
Muchas personas dieron regalos de tierra, iglesias y posesiones a Cluny en este momento. La riqueza y la propiedad de Cluny crecieron cada vez más. Muchas de estas contribuciones fueron hechas por personas que querían las oraciones de los monjes para llegar al cielo, y creyeron que necesitaban dar estos regalos a los monasterios para que pudieran tener la salvación.
Sin embargo, como la propiedad de Cluny creció cada vez más, esto inevitablemente dio lugar a disputas entre Cluny y los señores feudales que codiciaban las posesiones de Cluny.
Los Papas en este período de tiempo apoyaron fuertemente a Cluny y aplicaron la dura pena de excomunión sobre cualquiera que perturbara o usurpara los derechos de Cluny sobre sus propios bienes o monjes. Cluny se puso bajo la supervisión directa de la sede papal y se hizo independiente de la autoridad de cualquier obispo. La razón por la que los Papas fueron tan solidarios fue porque Cluny encabezaba un movimiento de reforma para devolver los monasterios a la Regla de San Benito, que había sido abandonada y corrompida por muchos monasterios de toda Europa. Los monasterios a menudo se veían como el corazón espiritual de la iglesia en este período de tiempo y la institución en la que se basaba el resto de la sociedad, por lo tanto, el trabajo de reformar los monasterios para hacerlos santos y no caer en formas mundanas, era visto como un trabajo primordial para la iglesia.
Por lo tanto, para evitar que cualquier obispo local interfiera en el movimiento de reforma, los Papas trataron a Cluny de una manera especial y lo liberaron de toda autoridad a los obispos locales, aplicando una sentencia de excomunión a cualquier persona (incluidos los obispos) que tratara de interferir con el trabajo de reforma.
Las reliquias de Pedro y Pablo fueron llevadas desde Roma a Cluny durante la abadía de Mayol. Durante su abadía, la iglesia de la abadía de reemplazo de Cluny (Cluny II) fue consagrada en 981.
Un incidente que involucró al monasterio de Fleury y Cluny ocurrió en el abadejo de Mayol. El monasterio de Fleury fue importante porque albergó las reliquias de San Benito durante un período en la Edad Media, sin embargo, a fines del siglo X hubo un abuso que sorprendió a muchos monjes en Francia. El abad de un monasterio, según la Regla de San Benito, se suponía que debía ser elegido por los monjes del monasterio, pero Lotario, rey de los francos, tomó su propia decisión de nombrar a un hombre llamado Oilbold como abad de Fleury.
Muchos abades de otros monasterios estaban muy enojados con esto y Gerbert, abad de Bobbio, intentó unir muchos monasterios para condenar la acción y obligar a Oilbold a irse. Quería que Mayol, como jefe del monasterio de Cluny y todos sus monasterios afiliados, tomara el liderazgo en esto. Sin embargo, mientras Mayol condenaba la acción, estaba dispuesto a aceptar pasivamente lo que el Rey había hecho, creyendo que no tenía ninguna relación con Cluny y que ni siquiera estaba en el mismo país que él (Borgoña no era parte de Francia en ese momento). Él no intervino más que esto, aunque su opinión ayudó a influir a otros abades para que también condenaran a Oilbold. Oilbold solo vivió dos años más antes de morir, y la disputa así terminó.

## Milagros
Una serie de milagros fueron atribuidos a Mayol en su vida y fue muy venerado en su tiempo como un hombre santo. Pasó mucho tiempo en oración y soledad, reprendió a los pecadores, no le gustaban los elogios públicos y los altos honores, pero haría mucho bien en secreto, lejos de los ojos del público. Cada vez que viajaba a Roma, se detenía en cada santuario y derramaba lágrimas mientras oraba a los santos para liberarlo de este mundo y llevarlo al cielo. Cada vez que hacía un viaje, tenía un libro abierto en la mano, que podía ser un trabajo espiritual o filosófico, que leería mientras cabalgaba. Tenía un gran conocimiento de las Escrituras y otros temas, pero nunca mostraría su conocimiento a nadie, y solo hablaría cuando le pidiera su opinión sobre algo. Él siempre hablaba muy brevemente.
No era extremista en el ascetismo, cada vez que se sentaba a la mesa con los ricos o los poderosos, comía las mismas cosas que ellos; vestía ropas decentes que no eran ni muy raídas ni demasiado caras. Él bebió un poco de vino. Él enseñó a otros monjes a tratar de nunca ofender a las personas y tratar de ser todo para todas las personas, como enseñó Pablo. Él ayudó a los mendigos. Se decía que era una persona muy gentil y amable.
Se decía que Mayol había curado milagrosamente a los enfermos, había devuelto la vista a los ciegos, había sanado a los mordidos por serpientes, perros o lobos, y milagrosamente había rescatado a la gente de la muerte por ahogamiento o fuego. Entre las historias de milagros que se le atribuyen, aquí se relacionan las siguientes:
El primer milagro en su vida ocurrió cuando todavía estaba en Mâcon. Hubo una hambruna allí en ese momento y Mayol oró a Dios por ayuda a los pobres que estaban pidiendo comida. Un día, mientras rezaba, aparecieron siete solidi (monedas de oro) frente a él. Temía que fuera un truco del diablo o que el dinero se había perdido, y no lo tocaría. Pero cuando descubrió que el dinero era real y nadie lo reclamó, lo usó para comprar comida para los pobres que estaban muriendo de hambre.
Una vez, cuando Mayol estaba en un viaje, montaba en su caballo a través de un bosque y meditaba profundamente. Se durmió y su caballo continuó, pero se detuvo en un lugar donde había una gran rama de árbol que habría lastimado a Mayol si el caballo hubiera continuado. Mayol soñó con ver a un hermoso niño sosteniendo la brida del caballo. Cuando se despertó, le agradeció a Dios con lágrimas por haberlo salvado de una muerte repentina.
Una vez, Mayol pidió a un monje en particular que se convirtiera en prior de los monjes en San Pablo (la basílica principal) en Roma. Este monje, sin embargo, dio muchas excusas y se negó a ir. Mayol luego decidió irse sin él, pero después de que se fue, este monje se arrepintió de su negativa y persiguió a Mayol. Cuando alcanzó a Mayol, Mayol estaba al otro lado de un río. El monje pidió el perdón de Mayol, y Mayol envió un bote para buscarlo. Cuando el monje llegó al otro lado, Mayol le preguntó si haría penitencia, y cuando el monje dijo 'sí', Mayolo le dijo que besara a un leproso que estaba parado con ellos, cuyo rostro estaba cubierto de llagas. El monje obedeció y besó al leproso, y la lepra desapareció.
Una vez, cuando Mayol regresaba de una visita a un monasterio en Aquitania, decidió visitar un monasterio en el camino y envió un mensajero delante de él para decirle que venía. Los monjes de este monasterio estaban felices de que él viniera, pero el proveedor del monasterio se sintió mal porque se habían quedado sin peces (a los monjes bajo el gobierno benedictino no se les permitía comer carne durante todo el año, pero podían comer pescado ) Sin embargo, el proveedor del monasterio les dijo a los monjes que bajaran al río e invocaran el nombre de Mayol, y cuando lo hicieron, capturaron un salmón enormemente grande, a pesar de que nunca se había encontrado salmón en ese río.
Cuando Mayol estaba en Pavia, todos sus movimientos siempre se miraban, porque tenía tanta influencia sobre la corte imperial (los emperadores del Sacro Imperio Romano celebraban la corte en Pavía en esta época, ya que era la capital del reino italiano del imperio). Como no quería que sus buenas obras fueran vistas por otros, solo iría a la iglesia por la noche en Pavía. Sin embargo, una vez, cuando viajaba de noche a la iglesia, su vela se apagó y Mayol oró, y la vela comenzó a arder nuevamente.
Se decía que el agua que Mayol usaba para lavarse las manos tenía poderes curativos. Una vez, cuando Mayol estaba en Vallavaense, una banda de mendigos corrió hacia él, quienes vivían de los bocados que caían de los demás. Uno de ellos estaba ciego y estaba convencido de que si se lavaba los ojos con agua que tocara las manos de Mayol, entonces sería curado de su ceguera. Mayol lo reprendió y se negó, pero el hombre persistió y trató de obtener tal agua de los sirvientes de Mayol, que no le dieron nada. El hombre persistió y agarró la brida del caballo de Mayol cuando Mayol abandonaba la ciudad y le suplicó a Mayol que le bendijera el agua que se había llevado consigo en una jarra. Mayol se conmovió con esta muestra de fe y bendijo el agua. El mendigo luego se lavó los ojos con el agua y recibió su vista. Lo mismo le sucedió a un niño ciego que recibió agua de los sirvientes de Mayol que habían tomado el agua después de lavarse las manos. Sin embargo, cuando a Mayol se le informó acerca de esto, ordenó que toda esa agua se derramara en el futuro y no se le diera a otros.
Una anciana que bebió agua bendita bendita por él se recuperó de su enfermedad.
Una vez, un monje en un viaje estaba peligrosamente enfermo y tenía fiebre. Se sentía tan frío que parecía imposible calentarlo. Mayol
```
se quitó el abrigo y lo cubrió, e inmediatamente se durmió y cuando despertó la fiebre había desaparecido por completo.
[
2
]
```

También se dijo que los milagros ocurrieron en su momento después de su muerte. Un paralítico fue conducido en un carro a la tumba de Mayol, pero a lo largo del camino cada día, su parálisis desapareció poco a poco. Cuando casi había terminado el viaje, llegó a una iglesia dedicada a Mayol, y dio el carrito y el caballo a la iglesia como un regalo y continuó caminando (podía caminar entonces) con los bueyes siendo conducidos frente a él. Cuando llegó a la tumba de Mayol, fue completamente curado y por eso le dio los bueyes y un siervo al servicio de la tumba
Una vieja e ignorante campesina solía maldecir los rayos del sol en un día caluroso y, como resultado, quedó ciega. Ella fue sanada cuando visitó la tumba de Mayol.
Otra anciana fue informada en una visión para entregar a su hijo al servicio de Mayol, pero ella ignoró esto y pensó que era imposible que un ángel la visitara. Sin embargo, el niño se enfermó y por eso lo llevó a los monjes y se lo ofreció, y el niño se recuperó.
Una vez, varios peregrinos que regresaban de su tumba llegaron al río Loira y no pudieron cruzarlo porque el barco estaba del otro lado, y el barquero se negó a venir por ellos. Invocaron el nombre de Mayol, y el bote se les cruzó por sí solo, los esperó y, cuando llegaron, se los llevó sin que los remaran al otro lado del río.
Una vez, una mujer se negó a dejar de tejer para celebrar la fiesta del santo, y el instrumento de hierro con el que estaba tejiendo se pegó a su mano y no pudo ser quitado. Solo después de orar fervientemente a Mayol, ella pudo desvincularlo.
El mayor de esos milagros involucró a una mujer que llevó a su hijo muerto a la tumba de Mayol en Souvigny. Puso el cuerpo de su hijo frente al altar, donde permaneció toda la noche. A las nueve de la mañana se abrieron los ojos del niño y el niño llamó a su madre, que corrió hacia él. Toda la gente y los monjes se regocijaron al ver esto.

## Cautiverio
En el año 972, cuando Mayol visitó la Corte Imperial en Pavía, regresó a través de los Alpes por el Paso de San Bernardo en Provenza. Varios monjes y otros lo acompañaron en el viaje, pero mientras viajaban llegaron los árabes de Fraxinet y capturaron a los que no pudieron escapar. Mayol se negó a separarse de sus compañeros a pesar de que pudo haber escapado solo, y por lo tanto fue capturado. Los musulmanes lo llamaron a convertirse al islam, pero él se negó, por lo que lo llevaron a una cueva donde lo encadenaron.
Los musulmanes le preguntaron si tenía suficiente dinero para pagar su propio rescate, y él respondió que no poseía riqueza mundana ni la deseaba, pero que había muchos debajo de él que podían pagar el rescate. Le ordenaron que escribiera a Cluny y así lo hizo. Su mensaje fue: "Señores y hermanos de Cluny, los bramidos de Belial me rodean, y las mandíbulas de la muerte me bostezan. Por lo tanto, envíe si le place la cantidad del rescate que requieren nuestros captores."
La presencia de Mayol entre los musulmanes hizo que algunos de ellos se convirtieran al cristianismo. Los monjes de Cluny, cuando oyeron las noticias de lo sucedido, se sintieron muy afligidos y juntaron todos sus recursos, así como los fondos de sus partidarios y patrocinadores, y entregaron un enorme rescate de mil libras de plata a los captores de Mayol. Mayol fue liberado y regresó a Cluny para celebrar la fiesta de la Asunción.
Este ultraje al mayor monje en el Occidente cristiano fue seguido por el exterminio de Fraxinet por los señores de la Provenza en 975. Los captores de Mayol huyeron a una altura rocosa donde fueron aislados de la huida y solo pudieron rendirse. En cambio, eligieron morir suicidándose arrojando sus cuerpos a las rocas.

## Muerte
Mayolovivió hasta la edad de 84 años. Dos años antes de morir, renunció a la abadesa e hizo de Odilo su coadjutor, tal como Aymard había hecho con él muchos años antes. Se retiró a una de las casas cluniacensas más pequeñas, donde dedicó tiempo a servir a los hermanos allí por instrucción, corrección e inspiración. Continuó trabajando incluso en su vejez, y murió en su camino a reformar Saint-Denis en París. No llegó muy lejos y se detuvo en Souvigny Priory, donde murió y fue enterrado.
Sus últimas palabras fueron: "Señor, Señor, he amado tu casa", que repitió una y otra vez al firmar con la cruz. Después de su muerte, los monjes de Cluny quisieron llevarlo a Cluny, pero los monjes de Souvigny protestaron e insistieron en que permaneciera allí.

## Veneración
Después de su muerte, los monjes en Cluny querían llevarlo a Cluny, pero los monjes en Sovigny protestaron e insistieron en que permaneciera allí. La tumba de San Mayol se convirtió en el foco de las peregrinaciones. [1] Hugo Capeto, rey de Francia, llegó allí en 994 después de la muerte de Mayol. Su fiesta es el 11 de mayo; también es conmemorado el 29 de abril, la fiesta de los santos abades de Cluny ", junto con Odo, Odilón de Cluny y Hugo de Cluny.
| Predecesor: Aimar de Cluny 942-954 | Abad de Cluny Mayol de Cluny 954-994 | Sucesor: Odilón de Cluny 994-1049 |